# Felix von Niemeyer
Felix von Niemeyer   (Magdeburg, 31 de desembre de 1820 - Tübingen, 14 de març de 1871) va ser un internista alemany nascut a Magdeburg. Era net del teòleg August Hermann Niemeyer (1754–1828).
Va estudiar medicina a la Universitat de Halle i el 1844 va començar a treballar com a metge a Magdeburg. Més tard, va ser professor de medicina interna a la Universitat de Greifswald (des de 1855), i a la Universitat de Tübingen (des de 1860). Durant la Guerra francoprussiana, va exercir com a consultor mèdic.
Niemeyer és recordat en gran part per les seves obres escrites, en particular, el «Lehrbuch der speziellen Pathologie», un llibre de text que es va publicar en onze edicions fins a 1884 i es va traduir a set idiomes. També és conegut per adoptar una dieta alta en proteïnes i baixa en carbohidrats que en essència era una modificació de la popular «dieta Banting», un règim avalat per William Banting (1796–1878), un enterrador anglès.
El 1848 va ser cofundador de la «Medizinische Gesellschaft zu Magdeburg» (Societat mèdica de Magdeburg). El 1865 es va convertir en metge consultor del rei Carles I de Württemberg, i el 1870, va ser elegit membre estranger de la Reial Acadèmia Sueca de Ciències.

## Col·laboracions en obres
- «Die asiatische Cholera, ein primär-örtliches Leiden der Darmschleimhaut», a: Die medicinische Reform. Eine Wochenschrift 1, núm. 19, 1848, 134–138 (El còlera asiàtic, una malaltia local primària de la mucosa intestinal).
- «Die symptomatische Behandlung der Cholera mit besonderer Rücksicht auf die Bedeutung des Darmleidens», 1849 (Tractament simptomàtic del còlera amb especial atenció a les malalties intestinals).
- «Klinische Mittheilungen aus dem Städtischen Krankenhause zu Magdeburg», 1855 (Comunicacions clíniques de l'hospital municipal de Magdeburg).
- «Lehrbuch der speciellen Pathologie und Therapie mit besonderer Rücksicht auf Physiologie und pathologische Anatomie», 1858 (Llibre de text de patologia i teràpia especials amb referència especial a l'anatomia i la fisiologia patològiques).
- El tractament de la corpulència, per l'anomenat sistema Banting (1865)